# Profítis Ilías (Rhodes)
Pour les articles homonymes, voir Profítis Ilías.
Profítis Ilías (grec moderne : Προφήτης Ηλίας, « Prophète Élie ») est une montagne de 798 mètres d'altitude située sur l'île de Rhodes en Grèce. Elle se trouve à 50 kilomètres au sud-ouest de la ville de Rhodes. Son nom vient du prophète Élie.

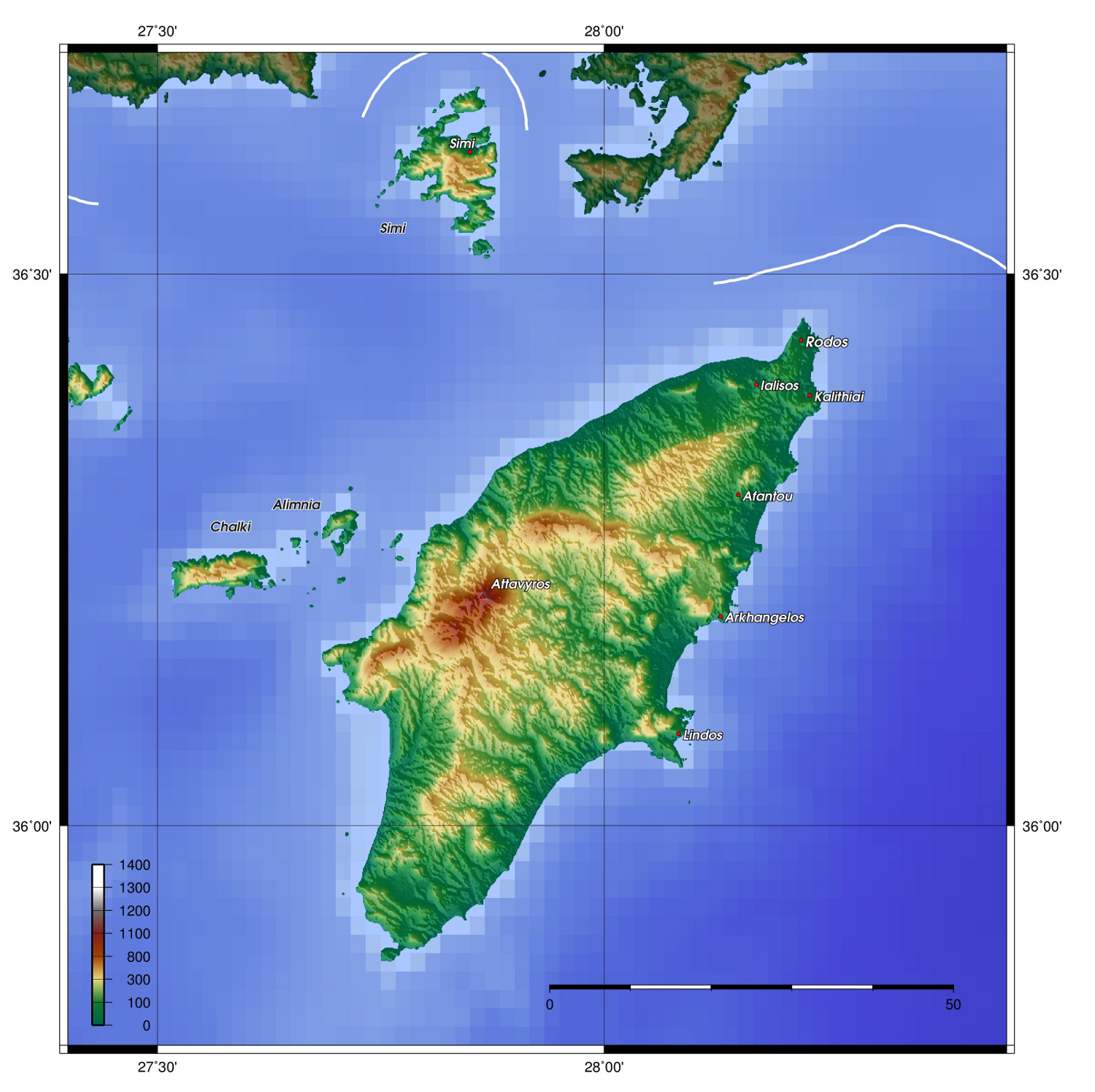
Carte topographique de Rhodes avec Profítis Ilías allongé d'ouest en est dans la partie septentrionale de l'île.